# Warsaw, Virginia
Warsaw là một thị trấn ở và cũng là quận lỵ của Hạt Richmond, Virginia, Hoa Kỳ. Dân số ở thị trấn này là 1.512 người, theo thống kê tại cuộc điều tra dân số năm 2010.